# Cecropia pittieri
Cecropia pittieri là loài thực vật có hoa trong họ Tầm ma. Loài này được B.L.Rob. ex A.Stewart mô tả khoa học đầu tiên năm 1912.